# Emilio Rodríguez Sabio
Emilio Rodríguez Sabio (Adra, 1892 - Còrdoba, 1955) va ser un polític i sindicalista espanyol.

## Biografia
Nascut en Adra (Almeria) en 1892, de professió va ser treballador d'assegurances. Membre del PSOE, arribaria a exercir alguns càrrecs directius en el Sindicat d'Assegurances de la UGT. Després de l'esclat de la Guerra civil va passar a formar part del comissariat polític de l'Exèrcit Popular de la República. Al llarg de la contesa va ser comissari polític de la 21a Brigada Mixta i, posteriorment, del VI Cos d'Exèrcit. També seria cap d'informació del Comissariat General i enllaç amb l'Estat Major Central, així com professor de l'Escola de Comissaris. Al final de la guerra es trobava en el front d'Extremadura, com a comissari del VI Cos d'Exèrcit.
Capturat pels franquistes a Alacant, va passar pels camps de concentració d'Albatera i Porta Coeli. No obstant això, al juny de 1940 va aconseguir escapar i passar a la clandestinitat. Temps després aconseguiria passar a Portugal, des d'on va embarcar rumb a Argentina —país on va arribar a l'octubre de 1941. En la capital argentina militaria en el grup socialista «Pablo Iglesias». Durant algun temps va residir a Montevideo, capital de l'Uruguai, on seria president del PSOE (Secció Uruguai) i director del periòdic Lealtad —òrgan del Centre Republicà Espanyol. Posteriorment tornaria a l'Argentina.
Va morir a la ciutat argentina de Còrdova el 12 de gener de 1955.